# 게리 로빈스
게리 로빈스(Garry Robbins, 1957년 9월 9일 ~ 2013년 12월 11일)는 캐나다의 배우, 프로 레슬링 선수이다.
세인트캐서린스에서 태어났으며 세인트캐서린스에서 사망하였다. 사인은 심근 경색이다.

## 출연 작품
- 돌아온 액션 히어로 (1994, Back in Action) - 자이언트 역
- 매드니스 (1994)
- 글래디에이터 미션 (1995, Gladiator Cop)
- 파워 발란스 (1996, Balance of Power)
- 스투피드 (1996)
- 데이트 소동 (1998, My Date with the President's Daughter)
- 바벨 (1999, Babel)
- Jill Rips (2000)
- 나크 (2002)
- 데드 캠프 (2003) - 톱이빨 역
- 러브 그루 (2008)